# 留置線
留置線（りゅうちせん、英語: Detention line）は、鉄道駅（停車場）などにおいて一時的に車両を停めておくための線路で、側線の一種である。電気鉄道では電留線（でんりゅうせん）と呼ぶこともある。
運用中の車両の留置・夜間滞泊のほか、運用離脱車の疎開に使用されることもある。車両基地と異なり、車両は配置されない。